# Desert Botanical Garden

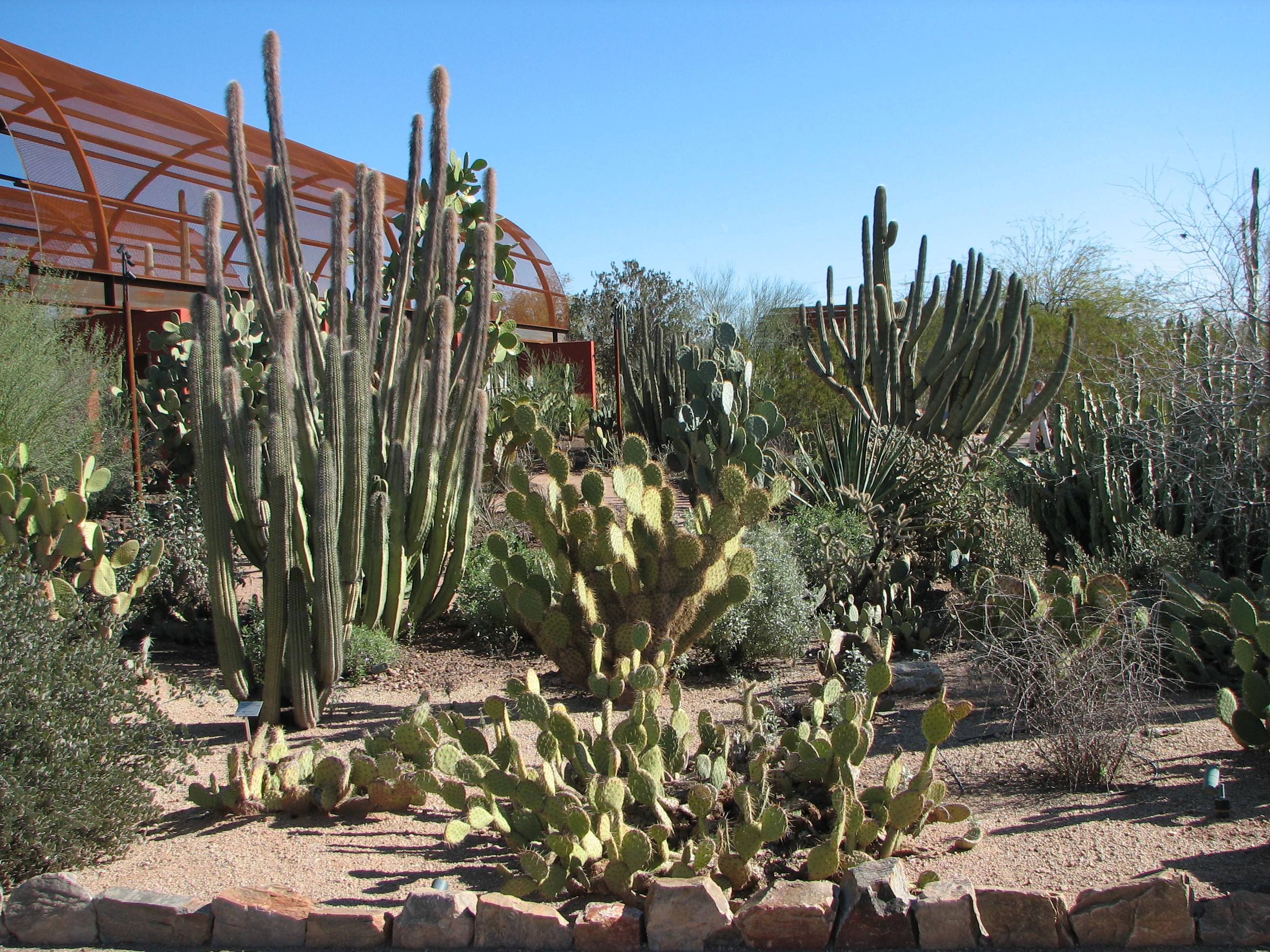
Cactus al Desert Botanical Garden

El Desert Botanical Garden (literalment jardí botànic del desert) és un jardí botànic de 20 ha situat a Papago Park a la ciutat de Phoenix (Arizona), als Estats Units. Aquest jardí va ser creat per l'Arizona Cactus and Native Flora Society el 1937 i establert en aquest indret el 1939.